# Phaseolodes extensum
Phaseolodes extensum là một loài thực vật có hoa trong họ Đậu. Loài này được (Benth. ex Baker f.) Kuntze miêu tả khoa học đầu tiên năm 1891.